# Adıgüzeller, Güney
Adıgüzeller là một xã thuộc huyện Güney, tỉnh Denizli, Thổ Nhĩ Kỳ. Dân số thời điểm năm 2010 là 97 người.